# Energiedichte von Energiespeichern

Energiedichten von Akkus: Energie/Volumen bzw. Energie/Gewicht, Daten von 2006

Als Energiedichte von Energiespeichern bezeichnet man in der Energiewirtschaft die Menge technisch „nutzbarer Energie“ in einem Energiespeicher je Masse- oder Volumen-Einheit. Sie leitet sich aus der physikalischen Größe der volumetrischen Energiedichte ab und bezieht sich wie diese auf die Fähigkeit, Arbeit zu verrichten, behandelt sie aber nicht abstrakt, sondern in Bezug auf den wirtschaftlichen Nutzen. Geht es um die volumetrische Energiedichte, sollte man dies nach DIN 5485 kenntlich machen.
Man unterscheidet je nach Kontext Primärenergie, Nutzenergie und Endenergie, außerdem zwischen Brennwert und Heizwert, soweit es sich um den Energiegehalt von Brennstoffen handelt. Bei diesen bleiben der zur Verbrennung nötige, meist der Umgebung entnommene Sauerstoff sowie ihr Behältnis, gewöhnlich ein Tank, als Bezug außer Acht. Bei Akkumulatoren gilt der Bezug dem ganzen Bauteil. Dies macht es schwierig, Energiedichten verschiedener Speicherbauarten direkt miteinander zu vergleichen.
Je nach Anwendungsgebiet sind verschiedene Energieeinheiten üblich und beim Vergleich zu beachten, nämlich Kilowattstunde, Joule oder Kalorie. Gleiches gilt für die Bezugsgrößen Volumen in Liter oder Kubikmeter sowie Masse in Kilogramm oder Tonne.

## Liste von Energiespeichern
Angegeben sind jeweils in Spalte zwei die massenbezogene (gravimetrische) Energiedichte und, soweit verfügbar, in Spalte drei auch die volumetrische Energiedichte. Die nicht der kontrollierten Energiespeicherung dienenden Stoffe wie Sprengstoffe oder Zucker sind durch dunkleren Hintergrund markiert; Einträge physikalischer Größen zu Vergleichszwecken erkennt man dagegen am weißen Hintergrund.
| Stoff/System                                           | MJ/kg     | MJ/L      | Bemerkung | Anm.*            | Referenzen           |
| ------------------------------------------------------ | --------- | --------- | --- | ---------------- | -------------------- |
| Magnete                                                |           |           | |                  |                      |
| NdFeB- und SmCo-Magnete                                | 0,000 055 |           | 200–400 kJ/m3 BHmax, also 30–55 J/kg | mag A            | [ 1 ]                |
| Kondensatoren                                          |           |           | |                  |                      |
| Elektrolytkondensator                                  | 0,000 4   |           | 0,01–0,1 Wh/kg, also 0,04–0,4 kJ/kg | el E             | [ 2 ]                |
| Doppelschicht-Kondensator                              | 0,01      |           | 0,1–3 Wh/kg, also 0,4–10 kJ/kg (Stand 2014) | el               | [ 2 ]                |
| Superkondensator                                       | 0,1       |           | 5–30 Wh/kg, also 20–125 kJ/kg (Stand 2019) | el               | [ 3 ]                |
| Akkumulatoren, Batterien, Mechanische Energie u. a. m. |           |           | |                  |                      |
| Schwerkraft                                            | 1e−5      | 1…4e−6    | 1 kg im Gefälle von 1 m besitzt die potenzielle Energie von m·g·h = 1 kg·9,81 m/s²·1 m = 9,81 J. Bei Wasser im Staukraftwerk beträgt der Volumensverbrauch dabei 10 l                                                                                                  | mech             |                      |
| Bleiakkumulator                                        | 0,11      | 0,25      | a) 3–30 Wh/kg, also 10–110 kJ/kg b) 30–40 Wh/kg Energiedichte (MJ/L) Starterbatterie | chem C           | a) b)                |
| Redox-Flow Zellen                                      | 0,09…0,12 | 0,08…0,11 | ohne Stack (nur leistungs- aber nicht kapazitätsbegrenzend) und Tank (je größer, desto weniger relativer Anteil). Vanadium, Zink-Brom, Metall-Lösungs, aber auch organische Moleküle mit flüssigen Ausgangs- und Endstoffen                                            | chem             |                      |
| Adenosintriphosphat (ATP)                              | 0,128     |           | das entspricht bei der Spaltung beider Bindungen 64,6 kJ/mol bei 0,507 kg/mol | chem             |                      |
| Schwungradspeicherung mit CFK                          | 0,18      |           | 49 Wh/kg | mech M           | [ 10 ]               |
| thermische Batterie                                    | 0,162     | 0,468     | einmalig verwendbare elektro-chemische Reaktion, die abläuft bis die Reaktionsmaterialien aufgebaucht sind, oder die nach der Initiierung verflüssigten Reagenten künstlich unter den Schmelzpunkt gekühlt werden (Einsatz vorwiegend in Weltraum- und Militärtechnik) | chem             |                      |
| Kohle-Zink-Batterie                                    | 0,23      | 0,54      | 65 Wh/kg, also 230 kJ/kg | chem             | [ 12 ]               |
| NiCd-Akku                                              | 0,25      |           | a) 40 Wh/kg b) 4–70 Wh/kg, also 15–250 kJ/kg | chem             | a) b) c)             |
| Silberoxid-Zink-Batterie                               | 0,27      | 0,98      | 272 Wh/L, also 979,2 kJ/L | chem             | [ 13 ]               |
| NiMH-Akku                                              | 0,28      |           | a) 2,3 Ah · 1,0 V / 30 g =76,7 Wh/kg b) 60 Wh/kg c) 15–120 Wh/kg, also 50–400 kJ/kg d) 60–80 Wh/kg | chem             | a) b) c) d)          |
| Li-Titanat-Akku                                        | 0,32      |           | 90 Wh/kg, also 0,32 MJ/kg | chem             | [ 15 ]               |
| Schmelzenergie von Wasser                              | 0,33      |           | bei 1013,2 hPa und 0 °C | Phasen- übergang | [ 16 ]               |
| Nickel-Zink-Akkumulator                                | 0,43      |           | 65–120 Wh/kg, also 0,23–0,43 MJ/kg | chem             | [ 17 ]               |
| Zebra-Batterie (Natrium-Nickelchlorid)                 | 0,43      |           | 100–120 Wh/kg, also 0,36–0,43 MJ/kg | chem             | unklare Einheit      |
| Alkali-Mangan-Batterie                                 | 0,45      | 1,26      | 125 Wh/kg, also 450 kJ/kg | chem             | [ 12 ]               |
| Druckluft (ohne Tank)                                  | 0,46      | 0,14      | a) 138 · 106 Ws/m3 bei 300 kg/m3 b) Mit Druckbehälter ist die Energiedichte bis 10 Mal geringer | mech             | a)b) ohne Ref.       |
| Li-Polymer-Akku                                        | 0,54      |           | a) 150 Wh/kg, also 540 kJ/kg b) 130–200 Wh/kg | chem             | a) b)                |
| Natrium-Schwefel-Akkumulator                           | 0,45      |           | a) 200 Wh/kg b) 100 – 120 Wh/kg c) theoretisch bis 750 Wh/kg | chem             | a) b) c)             |
| Natrium-Ionen-Akkumulator                              | 0,504     | 0,864     | a) 140 Wh/kg also 504 kJ/kg und 240 Wh/L also 864 kJ/L |                  | a)                   |
| Li-Ionen-Akku                                          | 0,65      | 0,7–1,8   | a) 180 Wh/kg b) 100 Wh/kg c) 40–200 Wh/kg | chem             | a) b) c) d)          |
| Sand-Batterie                                          | 0,68      | 0,85      | Auf 400...1000°C erhitzter Sand in einem abgeschlossenen Speichervolumen | therm            | [ 24 ]               |
| Zink-Luft-Batterie                                     | 1,2       |           | a) 340 Wh/kg, also 1 200 kJ/kg b) dreimal so groß wie Li-Batterie | chem, O          | a) b)                |
| Lithium-Luft-Akkumulator                               | 1,6       |           | a) > 450 Wh/kg b) sollte 1 000 Wh/kg erreichen c) > 400 Wh/kg | chem, O          | a)b) c)              |
| Kondensationsenthalpie von Wasser                      | 2,26      |           | bei 1013,2 hPa und 100 °C 40,7 kJ/mol | Phasen- übergang | [ 16 ]               |
| Lithium-Thionylchlorid-Batterie                        | 2,34      |           | 650 Wh/kg | chem             | [ 27 ]               |
| Thermit                                                | 4,0       | 18,4      | Hochtemperatur-Anwendungen | chem             | ( ?)                 |
| Trinitrotoluol (TNT)                                   | 4,6       | 6,92      | 1.046 kJ/mol / (227 g/mol). Oxidator ist im Molekül enthalten | chem             | TNT-Äquivalent       |
| Aluminium-Luft-Batterie                                | 4,7       |           | a) 1 300 Wh/kg, also 4 700 kJ/kg b) Zukünftiges Ziel: 8 000 Wh/kg = 28 MJ/kg | chem, O          | a) b)                |
| stärkste Sprengstoffe                                  | 7         |           | Oxidator ist im Molekül enthalten. |                  | siehe Sprengstoff    |
| Müll, Festbrennstoffe u. a. m.                         |           |           | |                  |                      |
| Restmüll                                               | 8–11      |           | | O, o Hw w        | [ 31 ]               |
| Braunkohle                                             | 11,3      |           | a) 8,4–11,3 MJ/kg b) 9,1 MJ/kg | O, Hw            | a) b)                |
| Zucker                                                 | 16,7      |           | | O                | [ 33 ]               |
| Holz (lufttrocken)                                     | 16,8      |           | a) 14,6–16,8 MJ/kg b) 14,7 MJ/kg | O, Hw            | a) b)                |
| Stroh und Klärschlamm (trocken)                        | 17        |           | ausgefaulter Klärschlamm hat etwa 11 MJ/kg | O, Hw            | [ 31 ] [ 35 ]        |
| Polylactid (PLA)                                       | 17,9–19,2 |           | a) 17,9 MJ/kg b) 18,2 MJ/kg c) 19,2 MJ/kg | O, Hw            | a) b) c)             |
| Holzpellets und Holzbriketts                           | 18        |           | | O, Hw            | [ 35 ]               |
| Braunkohle (Brikett)                                   | 19,6      |           | | O, Hw            | [ 32 ]               |
| Alkohole, Kohle u. a. m.                               |           |           | |                  |                      |
| Methanol                                               | 19,7      | 15,6      | | O, Hw            |                      |
| Ammoniak (flüssig)                                     | 22,5      | 15,3      | −33 °C oder 9 bar | O, Hw            |                      |
| Ethanol                                                | 26,7      | 21,1      | | O, Hw            |                      |
| Altreifen                                              | 29,5      |           | | O, Hw            | [ 31 ]               |
| Silicium                                               | 32,6      | 75,9      | | O                | [ 39 ]               |
| Kohlenstoff                                            | 32,8      | 74,2      | | O                | [ 39 ]               |
| Steinkohle                                             | 34        |           | a) 27–34 MJ/kg b) 29,3 MJ/kg c) 27,7 MJ/kg, Koks 28,7 MJ/kg, Briketts 31,4 MJ/kg | O, Hw            | a) b) c)             |
| Kohlenwasserstoffe                                     |           |           | |                  |                      |
| Benzin und Rohöl                                       | 40–42     | 29–32     | Schweröl, Bunkeröl, Rückstandsöl hat ca. 40 MJ/kg | O, Hw            | [ 41 ] [ 40 ]        |
| Diesel und Heizöl leicht                               | 42,8–43   | 35–36     | | O, Hw            | [ 42 ] [ 31 ] [ 32 ] |
| Kerosin                                                | 43,1      | 34,2      | Die Spezifikationen einzelner Flugbenzinsorten können abweichen |                  | [ 43 ]               |
| Propan (flüssig)                                       | 46,3      | 23,4      | −42,1 °C oder 8,36 bar | O, Hw            | [ 44 ]               |
| Flüssiggas mit Stahltank                               | 23 ca.    |           | Netto plus Tara | O, Hw            | [ 44 ]               |
| Methan                                                 | 50        | 0,0317    | a) 50 MJ/kg / 35,9 MJ/m3 b) 55,5 MJ/kg / 39,8 MJ/m3 c) 31,7 MJ/m3 | O, Hw            | a) b) c)             |
| Erdgas mit Stahltank                                   | 5 ca.     |           | Netto plus Tara | O, Hw            | a) b) c)             |
| Wasserstoff                                            |           |           | |                  |                      |
| Wasserstoff 1 Bar (ohne Tank)                          | 120       | 0,01079   | | O, Hw            | , ( ?)               |
| Wasserstoff 700 Bar (ohne Tank)                        | 120       | 5,6       | | O, Hw            | , ( ?)               |
| Wasserstoff flüssig (ohne Tank)                        | 120       | 10,1      | bei 20,324 °K bzw. −252,826 °C | O, Hw            | , ( ?)               |
| Wasserstoff (als LOHC)                                 | 13 ca.    |           | Heizwert ohne Methanol als Trägerstoff (0,11 kgH2 / kgMethanol). | O, Hw            | [ 46 ]               |
| Wasserstoff (inkl. Hydridtank)                         | 1,19 ca.  |           | | chem, O o        |                      |
| Wasserstoff mit Stahltank 700 Bar                      | 1,2 ca.   |           | Netto plus Tara | O, Hw            | , ( ?)               |
| Atomarer Wasserstoff                                   | 216       |           | spontane Reaktion zu molekularem Wasserstoff | chem             |                      |

| Stoff/System                         | MJ/kg   | MJ/L   | Bemerkung | Anm.*   | Referenzen |
| ------------------------------------ | ------- | ------ | --- | ------- | ---------- |
| Kernenergie u. a. m.                 |         |        | |         |            |
| Radioisotopengenerator               | 5.00e3  |        | elektrisch (60.000 MJ/kg thermisch)                                                                           | nukl. N |            |
| Kernspaltung Natururan (0,72 % 235U) | 6.48e5  |        | entspricht 7,5 GWd/t Schwermetall                                                                             | nukl.   |            |
| Abbrand (Kerntechnik)                | 3.80e6  |        | Wert gemäß dem durchschnittlichen Abbrand von heute ca. 40 GWd/t. Spaltmaterial bis zu 500 GWd/t Schwermetall | nukl.   | [ 47 ]     |
| Zerfall des freien Neutrons          | 7.46e7  |        | 780 keV (1,25 · 10−13 J) pro Neutron (1,67 · 10−27 kg)                                                        | nukl.   |            |
| Kernspaltung 235U                    | 7.94e7  | 1.50e9 | entspricht 1,04 GWd/t Schwermetall                                                                            | nukl.   | [ 48 ]     |
| Kernspaltung 232Th                   | 7.94e7  | 9.29e8 | | nukl.   | [ 48 ]     |
| Kernfusion                           | 3.00e8  |        | (auch als Waffe) entspricht 3,47 GWd/t Schwermetall                                                           | nukl.   |            |
| Proton-Proton-Reaktion               | 6.27e8  |        | Wichtigste Fusionsreaktion in der Sonne; entspricht 7.256 GWd/t Schwermetall                                  | nukl.   |            |
| Wandlung Masse in Energie            | 8.98e10 |        | entspricht 1.042.000 GWd/t Schwermetall                                                                       | nukl.   | E = mc²    |